# Kovács Pál (orvos)
Kovács vagy Kováts Pál (Dég, 1808. július 1. – Győr, 1886. augusztus 13.) orvos, író, drámaíró, publicista, a Magyar Tudományos Akadémia levelező tagja. Az első magyarországi homeopata orvosok egyike volt. Irodalmi munkáival, elbeszéléseivel, novelláival és színpadi műveivel az 1830-as–1840-es évek polgárias szellemű magyar irodalmának jeles alakjai közé tartozott. Egy életen át tartó művelődésszervezői tevékenységével jelentős szerepet játszott Győr haladó szellemiségű és pezsgő kulturális életének kialakulásában.
Kováts Ferencnek (1746 k. – 1819), Veszprém vármegye főmérnökének, dégi uradalmi jószágigazgatónak és felsőőri Eőry Juliánnának a fia, Beöthy Zsigmond (1819–1896) író, jogász nagybátyja.

## Életútja
A Pápai Református Kollégiumot 1816 és 1824 között végezte el, majd Pozsonyba költözött, ahol egyfelől németnyelv-tudását gyarapította, másfelől részt vett az orvos Malatides Dániel alapította közművelődési egyesület, a Pozsonyi Magyar Társaság munkájában. 1827-től a Pesti Tudományegyetemen folytatott orvosi tanulmányokat, orvosdoktori oklevelét 1833-ban szerezte meg. 1834-ben németországi tanulmányúton járt (Berlin, Köthen stb.), hazatértét követően 1835-től haláláig Győrben folytatott orvosi gyakorlatot, egyidejűleg időlegesen Győr vármegye tiszteletbeli főorvosa is volt. Ezzel párhuzamosan 1835-től a győri református egyház presbiteri, 1842 és 1866, majd 1875 és 1883 között főgondnoki tisztét is ellátta. A szabadságharc éveiben a nemzeti ügy lelkes támogatója, a márciusi ifjak eszméit propagáló Hazánk című győri lap szerkesztője volt. A szabadságharc leverését követően rövid ideig fogságban tartották a karmeliták győri kolostorában berendezett börtönben, de a győri polgárok közbenjárására hamarosan szabadon bocsátották.

## Munkássága
Orvosként a magyarországi homeopátia úttörő alakjai közé tartozott. Még 1834-es németországi útja során ismerkedett meg Christian Hahnemann-nal, a homeopátiás orvosi irányzat elméleti megalapozójával, akinek módszereit Kovács az elsők között alkalmazta és népszerűsítette Magyarországon. Nőgyógyászati témájú orvosdoktori disszertációját ő írta elsőként magyar nyelven 1833-ban, noha az orvosi kar tanítási nyelve ekkor még a latin volt.
Már egyetemista korától tagja volt az Aurora (1821–1837), majd az Athenaeum (1837–1843) című folyóiratok köré csoportosuló körnek, személyes kapcsolatban állt kora irodalmi vezéregyéniségeivel (Kazinczy Ferenc, Kisfaludy Károly, Vitkovics Mihály, Takács Éva, Fáy András, Vörösmarty Mihály, Bajza József stb.). Első irodalmi próbálkozásai egyetemi éveire estek, az 1820-as évek végén adta közre népszerűséget hozó első írásait. Jelentősebb prózai elbeszélései pályája korai szakaszában, az 1830-as–1840-es években jelentek meg (A szökés, 1830; Vízkereszt, 1831; Mindenütt jó, de legjobb otthon, 1832; Szegénynek szerencséje is szegény, 1833; Ki hitte volna, 1834; Mennyi ház, annyi szokás, 1835; Húshagyó kedd, 1836; Román és nem román, 1837; Mindennek van ideje, 1837; A lúdcomb, 1841; Farsangi kalandok, 1841; stb.), s a kortárs irodalomkritika Fáy és Kisfaludy méltó pályatársaként aposztrofálta Kovács Pált. Írásainak népszerűsége az ezt következő évtizedekben némileg csökkent. Kisfaludy hatását tükröző, derűs és szellemes hangvételű elbeszélései, novellái a 19. század második felében erőteljesen kibontakozó polgári irodalom előképét képviselik, műveiben a városi középosztály, a vidéki nemesi körök élete és gondolkodásmódja elevenedik meg hiteles módon. Írásainak szereplői a társadalom tipikus, de karikírozott alakjai, mint például az inkognitóban járó nemes, a külföldet majmoló polgár, a léha gavallér, a Pestre vetődő vidéki arszlán, a házasságellenes vénkisasszony, a házsártos városi matróna és a patriarchális vidéki földesúr. Noha elbeszéléseinek helyzetkomikuma és cselekményfűzése itt-ott mesterkélt, a szereplők és a történet mögé és köré rajzolt társadalmi környezet – legyen bár vidéki csárdában zajló mulatság vagy városi szalonban folyó társasági összejövetel – bemutatása hiteles és szinte aprólékosan pontos. Elbeszéléseinek hitelességét némileg tompítja a szerző karikírozási szándéka, az tudniillik, hogy írásaival a haladást igyekezett szolgálni, s az irónia eszköztárával ostorozott olyan általa elmaradottnak vélt társadalmi jelenségeket és szokásokat, mint például az idegenmajmolás vagy a sznobizmus. Ugyanakkor novelláiban megteremtette a lehetőséget arra is, hogy a haladó gondolatoknak teret adjon, s szereplői szájába adva méltatta a reformkor, különösen Széchenyi István eszméit, a gazdasági és társadalmi haladástól a gőzhajózáson és a vasútépítésen át a Lánchídig.
Dramaturgiai és jellemábrázolási szempontból is mérsékelt irodalmi értékű, romantikus színművei és vígjátékai közül csupán néhányat tűztek műsorra a korabeli magyarországi színházak és színkörök, de az előadások egy része megbukott, az 1880-as évek óta pedig darabjait egyáltalán nem játsszák (Magának akart, másnak kért, ősbemutató:Debrecen, 1831; A zsivány, Buda, 1833; A kódus leány, Debrecen, 1835; Éva asszony unokája, Győr, 1842; Nemesek hadnagya, Pest, 1844; Az obsitos, Pest, 1845; Nyomor iskolája, Pest, 1845; Öreg kérők, Győr, 1847; Három szín, Pest, 1853; Férj egy órára, Pest, 1856; Pál fordulása, Győr, 1862; Nem szabad a királlyal tréfálni, Pest, 1864; Bianka, avagy A költő álma, Győr, 1872; stb.). Novellái, költeményei, vígjátékai és színművei a kor jelesebb irodalmi folyóirataiban jelentek meg (Uránia, Koszorú, Aurora, Társalkodó, Regélő, Emlény, Honderű, Hölgyfutár, Családi Kör, Győri Közlöny stb.), de még életében közreadták műveinek gyűjteményes kiadásait is. Az1860-as évektől színikritikákat is írt, főként fővárosi lapokba.
Jelentős volt – főként Győr kulturális-irodalmi életében kifejtett – művelődésszervezői tevékenysége. 1838-ban Kálóczy Lajossal és Zmeskál Sándorral ő alapította az első győri olvasóegyesületet, a színügyi bizottmány és az 1845-ben alapított Győri Színházegylet tagjaként pedig a magyar nyelvű színjátszás ügyének egyik legaktívabb támogatója volt. 1847-ben a győri Das Vaterland című politikai és irodalmi közlöny szerkesztője lett, amelyet 1847–1848-ban Hazánk címmel, a márciusi ifjak orgánumaként adott ki. Az első magyar nyelvű győri lap munkatársainak többek között megnyerte Arany Jánost, Tompa Mihályt, Szelestey Lászlót, Petőfi Sándort, Lisznyai Kálmánt és Szász Károlyt is. 1862-től 1867-ig elnökként irányította a Győri Ének- és Zeneegylet munkáját, 1870-ben ismeretterjesztő egyesületet, 1881-ben pedig Karika Antallal együtt írói és művészi kört alapított a kisalföldi városban.

## Társasági tagságai és elismerései
1833-ban a Magyar Tudós Társaság levelező tagjává választották. 1839-ben a rendes tagok sorába emelték, de pályatársa, az Aurora és az Athenaeum körével élesen szembehelyezkedő novellista, Csató Pál személye ellen indított éles sajtótámadása miatt rendes tagságáról lemondott. 1836-tól alapító tagként, 1838-tól rendes tagként a Kisfaludy Társaság munkájában is részt vett. 1877-ben munkássága elismeréséül királyi tanácsosi címet kapott.

## Emlékezete
Győrben utca és az egykori lakóházára kihelyezett tábla őrzi emlékét. 1962 és 1977 között a nevét viselte a Tudományos Ismeretterjesztő Társulat győri szabadegyeteme, illetve 1991-ben tiszteletére Kovács Pál-díjnak nevezték el a Győr-Moson-Sopron megyei önkormányzat közművelődési díját. 2013. január 1-jétől Győrben a megyei könyvtár – Dr. Kovács Pál Könyvtár és Közösségi Tér – névadója.
Szülőfalujában, Dégen a nevét viseli az általános iskola (Dr. Kovács Pál Általános Iskola és Alapfokú Művészeti Iskola).

## Főbb művei

### Orvosi munkái
- A nevendék nőnem. Pest, 1833

### Irodalmi munkái
- Thalia: Eredeti szindarabok gyűjteménye I–III. Pest–Győr, 1833–1837
- Kovács Pál munkái: Beszélyfüzér I–II. Pápa, 1841
- Kovács Pál munkái: Eredeti színművek. Győr, 1846
- A művész álma: Eredeti dráma öt felvonásban. Buda, 1842
- Farsangi kalandok. Budapest, 1877

## További irodalom
- Pereszlényi János: Kovács Pál 50 éves írói jubileumára. Győr, 1877
- Beöthy Zsolt: Kovács Pál. In: Figyelő, 1878
- Vadnai Károly: Emlékbeszéd Kovács Pál levelező tag felett. Budapest, 1887
- Koltai Virgil: Dr. Kovács Pál élete és működése. Győr, 1889
- Klauber Frigyes: Kovács Pál mint novellaíró. Budapest, 1900
- Beöthy Zsolt: Szász Károly – Kovács Pál. Budapest, 1910
- Pitroff Pál: Kovács Pál irodalmi levelezése. In: Irodalomtörténet, 1914
- Győri Elemér: Kovács Pál a református presbiter és gondnok. Pápa, 1937
- Bay Ferenc: Elfelejtett írók – Kovács Pál 1808–86. In: A Könyvtáros 1957. 7. sz.
- Haug Antal: Kovács Pál halálának 100. évfordulójára. Dég, 1986
- Verebics Géza: Kovács Pál orvos, szerkesztő, kulturális szervező. In: Honismeret, 1998